# لیکن پلان
لیکن پلان (Lichen planus) یا خزه پوستی یک بیماری التهابی نسبتاً شایع پوست و مخاط است. اگرچه این بیماری غالباً در افراد میان سال رخ می‌دهد، اما احتمال ابتلاء در هر سنی وجود دارد.
واژه لیکن پلان از یونانی و لاتین و به معنی «خزه تخت و صاف» است.

## بیماریزایی
لیکن پلان یک بیماری خودایمنی است. این بدان معنی است که سیستم ایمنی بدن در طی این بیماری علیه بخش‌های طبیعی پوست، مخاط، مو یا ناخن خود فرد فعال می‌شوند. البته گاهی اوقات این روند بر اثر ورود یک عامل خارجی مثل دارو یا یک عامل میکربی آغاز می‌شود. به نظر نمی‌رسد توارث و تغذیه در ایجاد آن نقشی داشته باشند.

## علت بیماری
علت اصلی این بیماری تاکنون ناشناخته باقی‌مانده‌است. قابل ذکر است که این بیماری واگیر نیست؛ یعنی از شخصی به شخص دیگر انتقال نمی‌یابد و استرس می‌تواند این بیماری را بدتر کند.
این امکان نیز وجود دارد که این بیماری با ویروس هپاتیت c ارتباط داشته باشد. این ویروس عامل ایجاد بیماری‌های کبدی است. بعضی از داروها نیز امکان به وجود آمدن این بیماری را افزایش می‌دهند که باید با پزشک در این مورد مشورت کرد.

## علائم
لیکن پلان معمولاً با ضایعات برجسته بنفش رنگی که اغلب بسیار خارش دار هم هستند بروز می‌کند. هرچند در افراد مختلف ممکن است به اشکال گوناگون تظاهر پیدا کند.
این بیماری هر نقطه‌ای از بدن را ممکن است درگیر کند اما معمولاً به‌طور کلاسیک مچ دست و پا را درگیر می‌کند. گاه در محل خراش پوست ضایعات لیکن پلان ایجاد می‌شود که به این پدیده فنومن کوبنر می‌گویند. ممکن است تنها ناحیه‌ای از مچ دست و پا درگیر باشد یا اینکه برعکس تقریباً تمام سطح پوست مبتلا باشد. این بیماری ممکن است مو، ناخن و به‌خصوص مخاط دهان و ناحیه تناسلی را هم درگیر کند.

## تظاهرات بالینی
برخلاف ضایعات اگزمایی، ضایعات لیکن‌پلان به صورت ماکول و به شکل مسطح و قطر کمتر از یک سانتی‌متر است. رنگ ضایعات لیکن‌پلان بنفش مایل به قهوه‌ای است با شبکه‌ای از خطوط سفیدرنگ. خارش این ضایعات به حدی نیست که به خراشیدن منتهی شود و معمولاً در نواحی مچ دست و پا و کمر دیده می‌شود. حتی اشکالی از لیکن پلان وجود دارد که خود را تنها به شکل تیره‌شدن پوست نشان می‌دهد.

## درمان
لیکن پلان یک بیماری مزمن است اما در بسیاری از موارد طی دو سال کاملاً از بین می‌رود یا آثار پیشرونده آن متوقف می‌شود. در درمان این بیماری معمولاً از کورتون موضعی و گاهی از استرویید خوراکی استفاده می‌شود، اغلب می‌توان خارش را با آنتی هیستامین خوراکی کنترل کرد و ظاهر ضایعات را بهبود بخشید.

## انجمن در ایران
انجمن لیکن پلان ایران بایگانی‌شده  در ۱۸ مه ۲۰۱۶ توسط Wayback Machine به نشانی lichenplanus.ir بایگانی‌شده  در ۱۸ مه ۲۰۱۶ توسط Wayback Machine مکان مناسبی برای ارتباط، آشنایی و استفاده از تجربیات افرادی که لیکن پلان دارند می‌باشد. لینکش خرابه